# 日吉駅 (神奈川県)

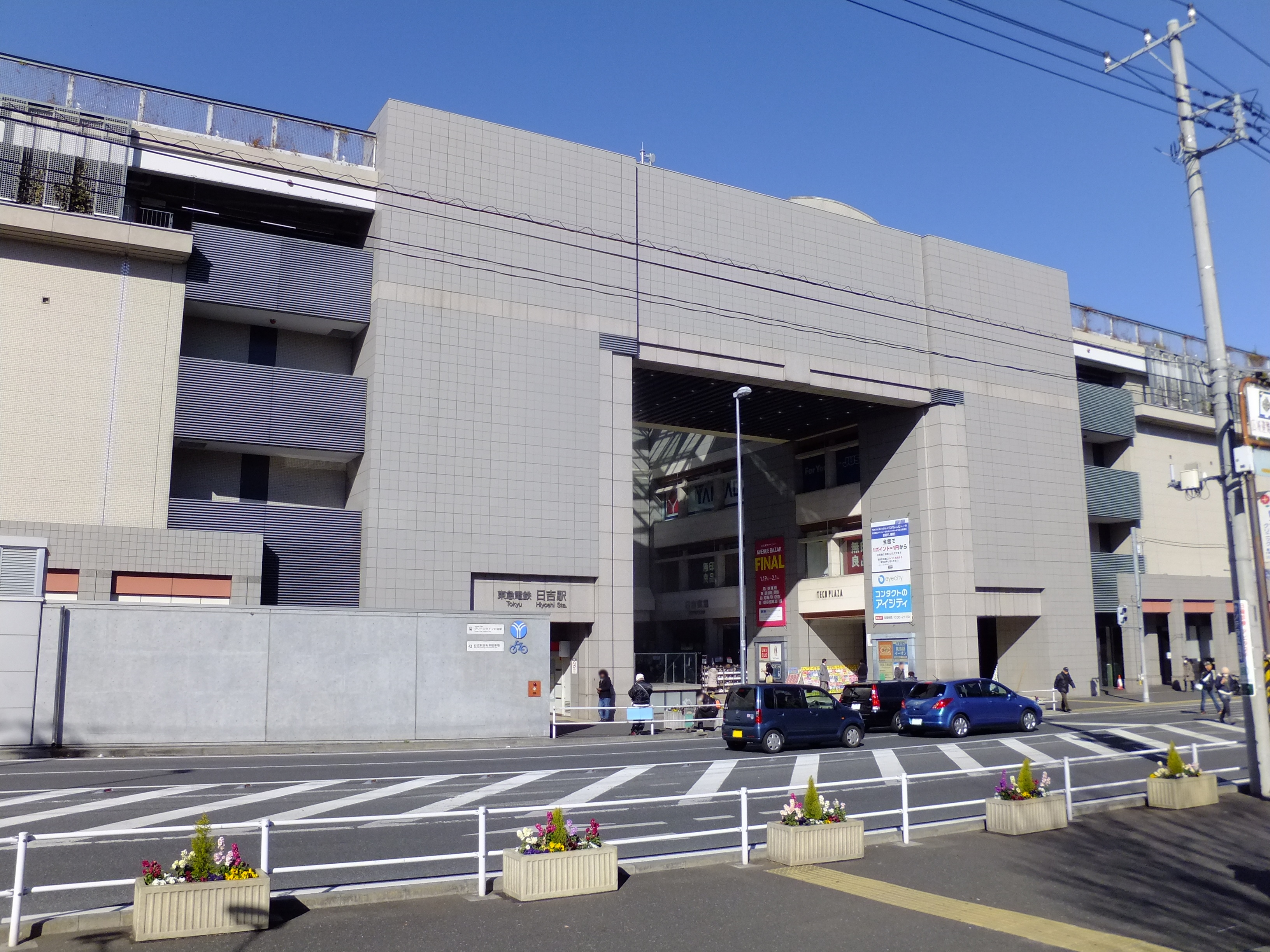
駅舎東口（2015年2月）

日吉駅（ひよしえき）は、神奈川県横浜市港北区日吉にある、東急電鉄・横浜市交通局（横浜市営地下鉄）の駅。
東急電鉄の駅は日吉二丁目に、横浜市交通局の駅は日吉四丁目に、それぞれ所在する。

## 乗り入れ路線
以下の2社局4路線が乗り入れ、接続駅となっている。
- 東急電鉄：
  -  東横線 - 駅番号「TY13」
  -  目黒線 - 当駅が終点。駅番号「MG13」
  -  東急新横浜線 - 当駅が終点。駅番号「SH03」
- 横浜市交通局： グリーンライン[注釈 1] - 当駅が終点。駅番号「G10」

## 歴史
日吉駅の北西にある日吉不動尊付近は東京急行電鉄の前身の一つである東京横浜電鉄が土取り場として最初に買収した地であり、そのため日吉は東急電鉄発祥の地とされている。1956年（昭和31年）にその地に「東急電鐵発祥之地」の記念碑が建立され、その後東急記念公園として整備されていたが、2001年に公園が閉鎖され2003年に元住吉駅構内の「東急教習所」に移設されている。
- 1926年（大正15年）2月14日 - 東京横浜電鉄（後の東京急行電鉄）が開業[2]。開業時は相対式ホーム[2]。
- 1936年（昭和11年） - 島式2面4線の橋上駅となる[2]。
- 1964年（昭和39年）6月 - 日比谷線相互直通運転の折り返し用に貨物線を廃止して、引き上げ線が2線設置される[2]。地下通路及び東口改札の供用を開始。
- 1974年（昭和49年）6月1日 - 自動改札機設置[4]。
- 1988年（昭和63年）3月11日 - 東横線複々線化工事[注釈 2]に伴い、改良工事に着手[5][6]。工事期間中は1面2線で、同年8月のダイヤ改正から急行の待避を元住吉駅で行い、日比谷線直通は菊名駅まで運転した。
- 1989年（平成元年）4月1日 - 上り線を下り線の旧待避線（2番線・下りホームを島式として、上下線で共用）に移設[7]。
- 1990年（平成2年）
  - 4月7日 - 上り線を地下化[8]（現行の4番線位置[8]）。
  - 8月31日 - 下り線を地下化[9]（現在の3番線を暫定的に使用、上りホームを島式として、上下線で共用[9]）。
- 1991年（平成3年）
  - 5月29日 - 下り線を本設の1番線に移設[10]。現行の下り線ホームを使用開始[10]。
  - 11月22日 - 改良工事完成[11]。半地下の2面4線の駅になる[11]。同時に日比谷線直通は日中が本駅での折り返しに変更された。
- 1995年（平成7年）11月9日 - 駅ビルが完成（東急百貨店が入居）[12]。
- 1999年（平成11年） - 関東の駅百選に選定[13]。選定理由は「4層吹き抜けからやわらかな光が差し込む明るく開放的な駅」[13]。
- 2003年（平成15年）3月19日 - 通勤特急新設により、通勤特急の停車駅になる。
- 2007年（平成19年）8月23日 - 2・3番線の東横線から目黒線への発着路線切り替えに伴う改良工事のため、本駅で行っていた特急の通過待ちや通勤特急・急行の待避は元住吉駅で行い、日比谷線直通電車は終日菊名駅発着に変更[14]。
- 2008年（平成20年）
  - 3月7日 - 2・3番線（目黒線用ホーム）にホームドアを設置。
  - 3月30日 - 横浜市営地下鉄グリーンラインが開業[15]。
  - 6月22日 - 目黒線武蔵小杉 - 当駅間が延伸開業。
- 2012年（平成24年）5月1日 - docomo Wi-Fiによる、無線LANサービスを開始。
- 2023年（令和5年）3月18日：東急新横浜線開通[16][17][18]。

### 駅名の由来
駅設置当時に橘樹郡日吉村大字矢上字一本松に位置していたことから、地名を採ったものである。

## 駅構造

### 東急電鉄
島式ホーム2面4線を有する半地下駅である。1988年から1991年まで改良工事を施工した関係でホームは半地下化されており、駅舎はホーム上に建設された人工地盤の上に立地する。
外側2線を東横線の電車、内側2線を目黒線の電車が使用している。また外側・内側の両線から東急新横浜線に直通する電車が発着している。
元々は「日吉管内」として当駅と綱島駅を管理していたが、現在は「新横浜管内」として新横浜駅の管理下になっている。
東急管理のトイレは1階の改札内にある。ユニバーサルデザインの一環として車椅子などの利用に対応した個室（多機能トイレ）は設置されていなかったが、2006年12月頃に移転し、同時に多機能トイレの使用が開始された。
ホーム上にはエレベーターが設置されている。改良工事時点では日吉東急avenueにつながるもので、駅係員の付き添いがない限り利用できなかったが、その後横浜寄りに新しく自由に利用できるコンコースとのエレベーターが設置された。
2008年3月30日の横浜市営地下鉄グリーンライン開業に合わせて、東横線とグリーンラインを結ぶ地下通路の新設と東横線の改札口の増設が行われた。

#### 改良工事

##### 1988年 - 1991年の工事
当駅はもともと線路の位置が周囲の土地よりかなり低く、東西の改札口と駅舎は地上レベルであったが、ホームは掘割の底にあった。島式2面4線のホームと、綱島駅寄りに引き上げ線2本を併せ持つ構造が長らく続き、この時期には渋谷駅 - 日吉駅間において折り返し運転をする各駅停車と日比谷線直通電車がそれぞれ留置される光景も見られたほか、荷物電車や試運転列車の折り返しにも利用されていた。引き上げ線の有効長は列車の編成両数の増加に合わせ、最終的には18m車×8両の長さとなったため、水平な引き上げ線と綱島駅に向かって下り勾配となる本線との比高はかなりのものとなっていた。この当時、当駅 - 綱島駅間は地平区間であり、この区間は1999年（平成11年）11月に下り線が、2000年（平成12年）11月に上り線が高架化された。
1988年（昭和63年）から1991年（平成3年）にかけて、東横線複々線化工事（特定都市鉄道整備促進特別措置法適用）に伴い、大規模な改良工事が行われた。計画当時、「都心線」と呼ばれていた目黒線の始発駅となることから、線路を約3.5 m掘り下げた地下構造とし、ホーム幅員は7.5 mから10.7 mに拡幅した。当駅は東横線複々線化工事において、最初に完成した区間となった。
工事内容を簡潔に記載すると、下り線ホーム（1・2番線）を上下線で使用しながら、上り線ホーム（3・4番線）を使用停止、この箇所を地下化させた。上り線ホームの地下躯体完成後に上下線を地下ホームに移設、地上に残された下り線ホームを地下化、地下躯体完成後に下り線を正規の1・2番線に戻す工事であった（歴史の項目も参照）。この期間中は島式ホーム1面2線の状態となり、引き上げ線の使用も中止されたため、当駅での急行と各駅停車との緩急接続および始発・終着列車の設定が一時的に不可能となった。このため、当駅で急行の接続待ちを行っていた各駅停車は、隣の元住吉駅における急行の通過待ちに変更され、さらに当駅発着の列車は元住吉駅あるいは菊名駅発着となった。この際、日比谷線直通電車の運転区間は、それまでの中目黒駅 - 当駅間から菊名駅まで延長された。
この改良工事が完成した後、島式2面4線ホームの構造に戻り、緩急接続も再び当駅で行われるようになり、日中の日比谷線直通電車も当駅発着に戻った。ただし、引き上げ線については1線に縮小された。

##### 目黒線への転換工事
前項で述べた大規模な改良工事を行っていた一時期を除き、長らく内側2線（2・3番線）を待避線として使用し、ここで各駅停車が急行（後に通勤特急も）の接続待避や、特急運転開始後は特急の通過待避なども行っていた。また、終電間際には東横線内の当駅止まりの電車も設定されており、夜間に引き上げ線および2・3番線ホームに留置され、翌朝に始発列車として運転されていた。
目黒線が当駅まで延伸するのに先立って、2007年8月23日のダイヤ改正からこの待避線および引き上げ線を目黒線の設備に切り替える工事が行われることになり、待避線の使用や当駅発着列車の設定は再度不可能となった。このため、当駅における緩急接続や通過待ちは、すべて隣の元住吉駅での特急・通勤特急・急行いずれかの通過待避に変更されたほか、当駅発着列車については武蔵小杉行もしくは菊名行に変更され、日比谷線直通もこの時から菊名駅まで終日運行されるようになった。この転換工事完成の際に引き上げ線が1本から2本に再度増設されたが、有効長がそれぞれ異なり、2本のうち1本は20m車×8両編成分、もう一方は20m車×6両編成分である。
目黒線が当駅まで延伸されたのは2008年6月22日である。ホームドアも稼動開始され、色は群青色である。

##### 10両編成対応工事
2013年3月16日から開始された東横線と東京メトロ副都心線（およびその先の西武池袋線と東武東上線）との相互直通運転に合わせ、特急・通勤特急・急行が8両編成から10両編成に増強された。これに伴い、当駅の綱島駅寄りにおいてホーム延長の改築工事が実施された。

##### 東急新横浜線建設に伴う工事
2012年より、神奈川東部方面線のうち羽沢横浜国大駅から当駅を結ぶ相鉄・東急直通線（相鉄新横浜線・東急新横浜線）の建設工事が鉄道建設・運輸施設整備支援機構によって進められた。
これに伴い、当駅の綱島方では東横線高架橋の架け替えなど大規模な工事が実施された。目黒線用の引き上げ線2本があった位置に、地下へと潜る東急新横浜線の線路が設けられたほか、上下線間に新たな目黒線用の引き上げ線1本（8両編成2本の縦列入線が可能）が設けられた。また、ホーム側でも工事に伴う列車停止位置の変更や目黒線での8両編成運行に伴う改良工事が行われた。

#### 当駅発着列車
日比谷線直通電車のほか、東横線・みなとみらい線内を走る電車についても当駅発着列車が数本存在した。
2006年9月、武蔵小杉駅 - 当駅間が高架化および配線変更などにより、高架化された新しい元住吉駅構内と元住吉検車区を直接結ぶことが不可能な配線となった。それまで元住吉始発としていた各列車は武蔵小杉駅発着となり、下り線（元町・中華街方面行）については大半が当駅始発となった。これは、この高架線切り替えと同時に元住吉検車区から当駅までを直接結ぶ「下り出庫線」が設けられたためである。

#### のりば
| 番線 | 路線         | 方向 | 行先                                   | 備考           |
| ---- | ------------ | ---- | -------------------------------------- | -------------- |
| 1    | 東横線       | 下り | 横浜・元町・中華街方面                 |                |
| 1    | 東急新横浜線 | 下り | 新横浜・二俣川方面                     | 東横線から直通 |
| 2    | 東急新横浜線 | 下り | 新横浜・二俣川方面                     | 目黒線から直通 |
| 3    | 目黒線       | 上り | 目黒・赤羽岩淵・浦和美園・西高島平方面 |                |
| 4    | 東横線       | 上り | 渋谷・池袋・川越市・所沢方面           |                |

- 東横線の特急（Fライナー含む、通勤特急除く）は当駅を通過する。そのため、東横線特急と東急新横浜線直通列車を利用する場合は、武蔵小杉駅で乗り換える必要がある。

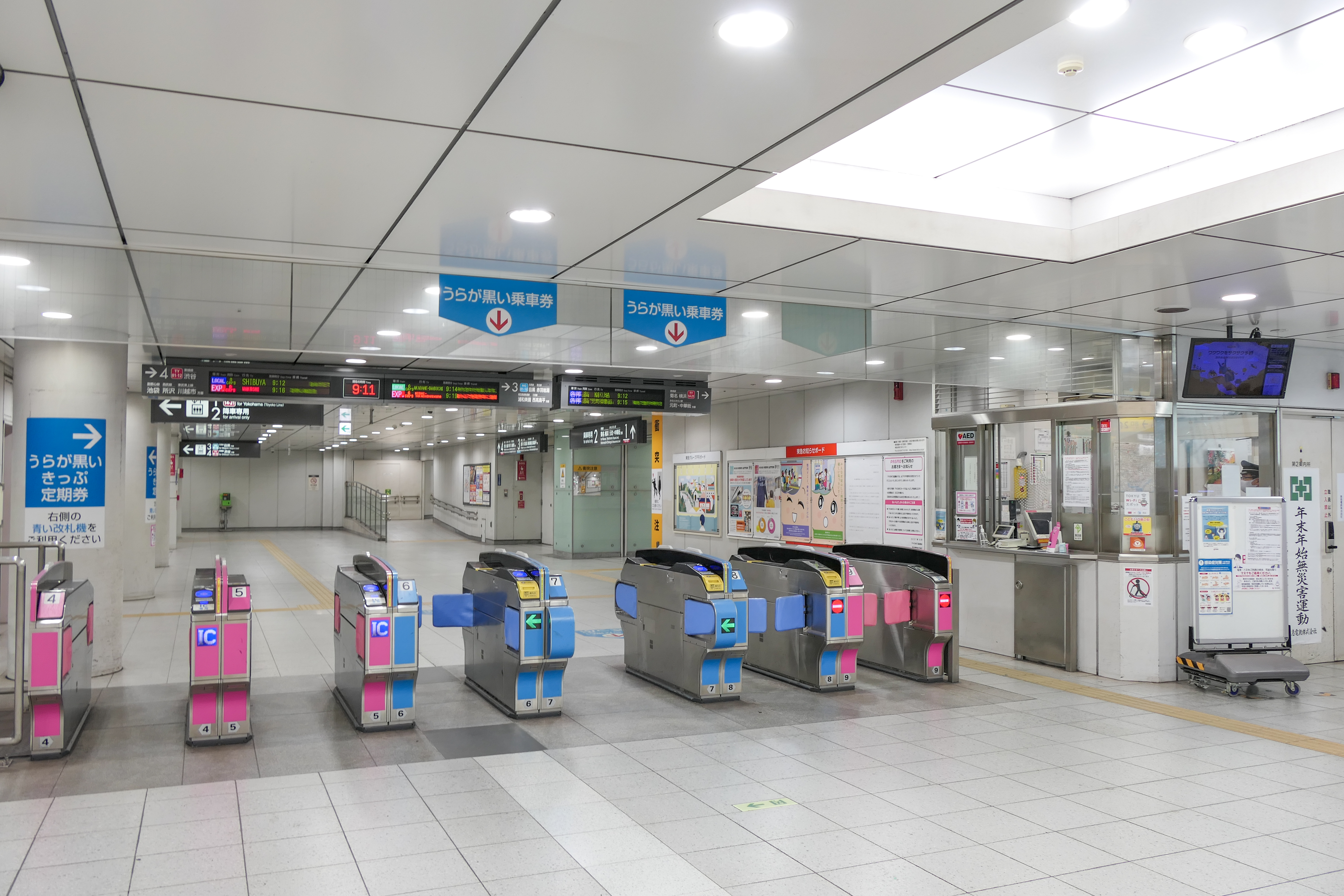
横浜市営地下鉄連絡改札口（2021年12月）
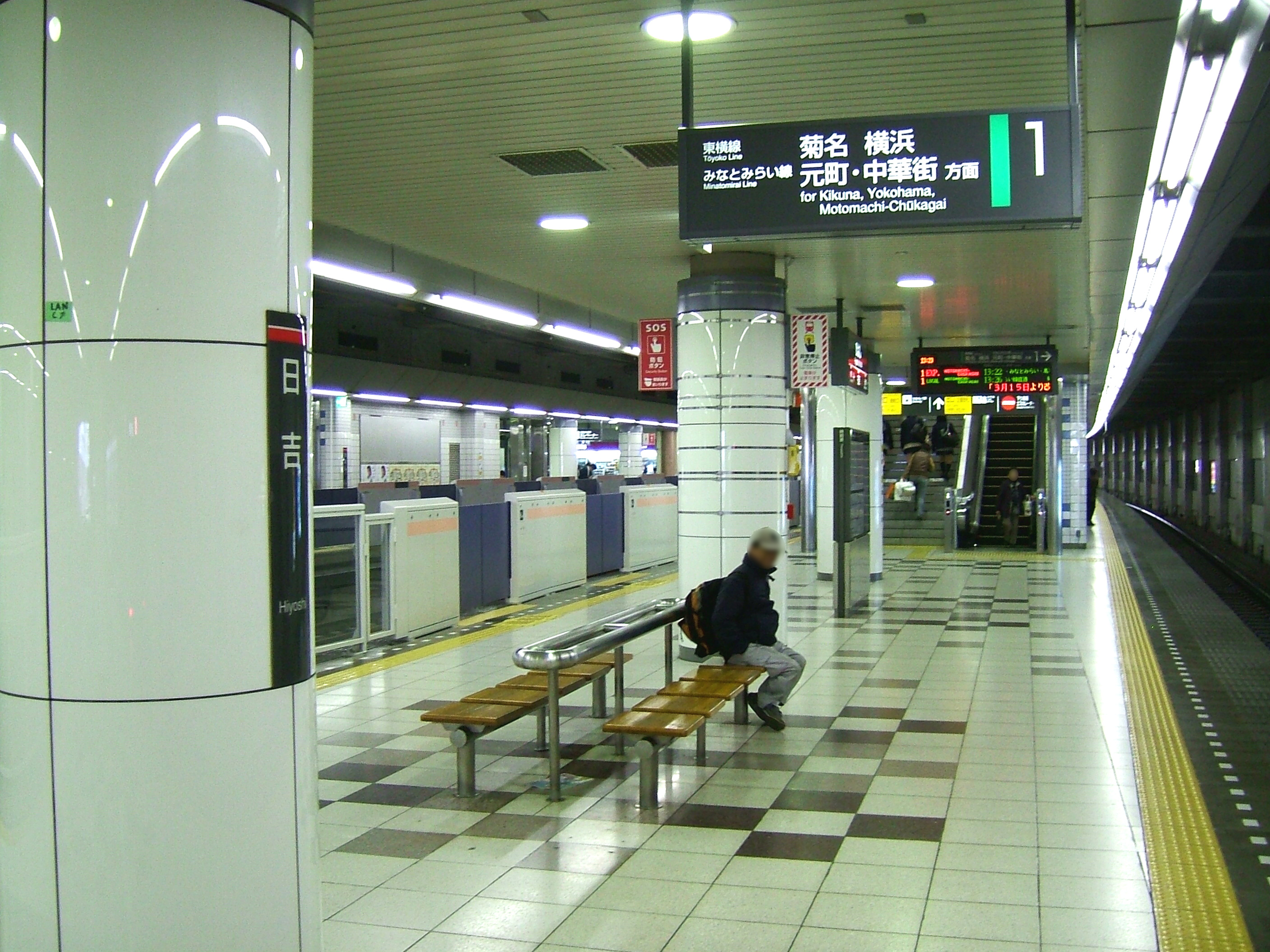
ホーム（2008年4月）
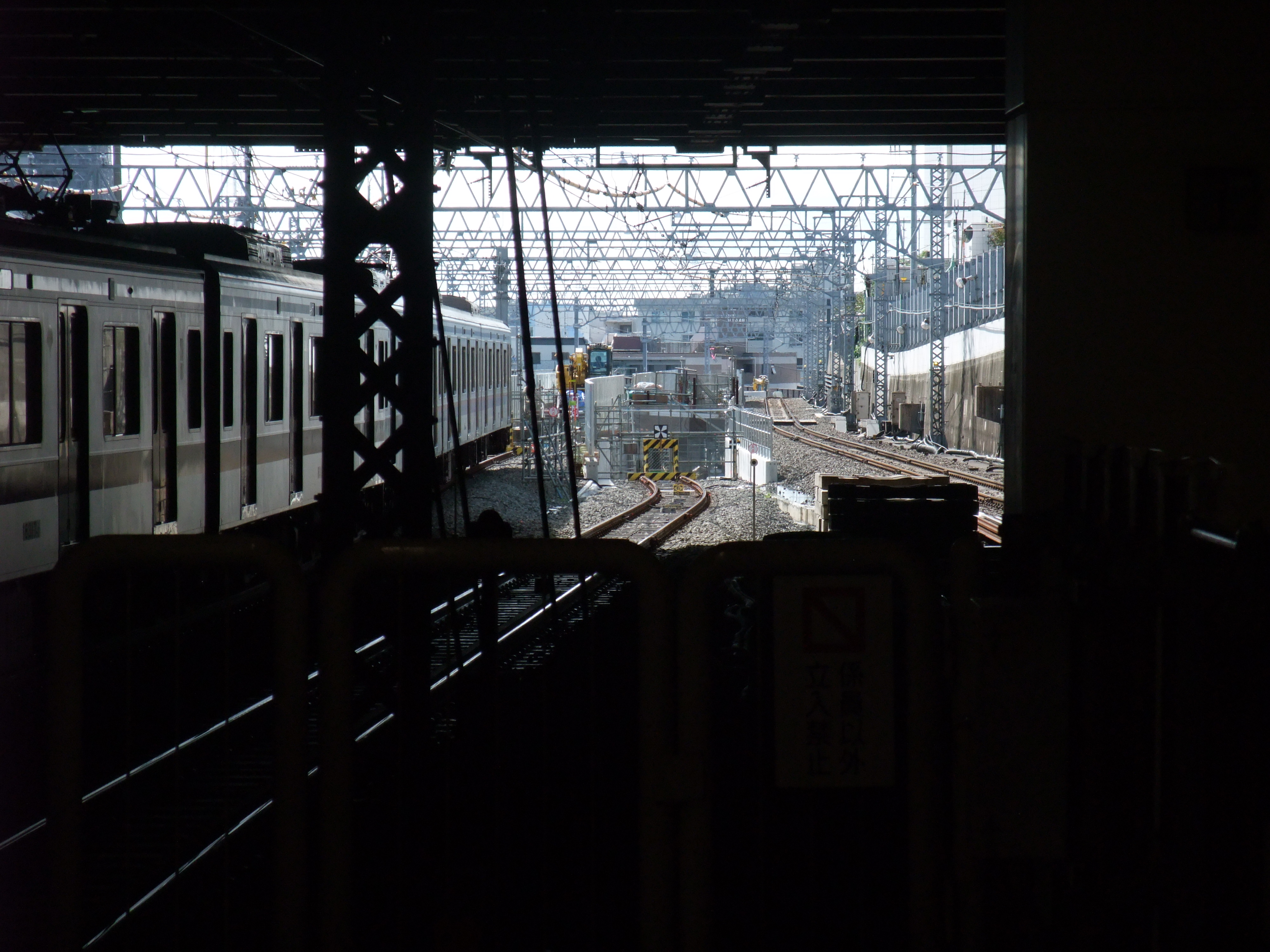
新綱島駅へ至る地下区間への入口（東急新横浜線開業前）

#### 配線図
| ← 東横線（TY） 綱島方面 | 日吉駅 構内配線略図             | → 東横線（TY） 目黒線（MG） 元住吉方面 |
|                         | ↓ 東急新横浜線（SH） 新綱島方面 |                                        |
| 凡例 出典:              |                                 |                                        |

### 横浜市営地下鉄
島式ホーム1面2線を有する地下駅。東急線の駅とは直交しており、駅の半分は慶應義塾大学日吉キャンパス構内のいちょう並木の下に設けられている。地下3階がコンコースおよび改札口、地下4階がホームになっている。地下鉄の改札階には東急線の改札も新設され、地下での乗り換えが可能である。ステーションカラーは慶應義塾大学や商店街の賑わいや活気をイメージしてあか（薔薇色）   。
駅長所在駅。日吉管区駅として当駅 - 北山田間を管理している。
駅のデザインテーマは「かたらいのひろば」で、学生の街としての若々しい「動」と、静かで落ち着いた住宅地としての「静」を持ち合わせた駅の創造を目標とし、ガラスを使用して透明感のある外観にすることで周辺との調和が図られている。内部空間は、ガラスモザイクタイルを用いて人の流れを演出。コンコースの「赤」から地上部の「青」へ変化する様は、「動」から「静」への空間の移り変わりを表現している。

#### のりば
| 番線 | 路線           | 行先     |
| ---- | -------------- | -------- |
| 1・2 | グリーンライン | 中山方面 |

- 上表の路線名は旅客案内上の名称（愛称）で記載している。

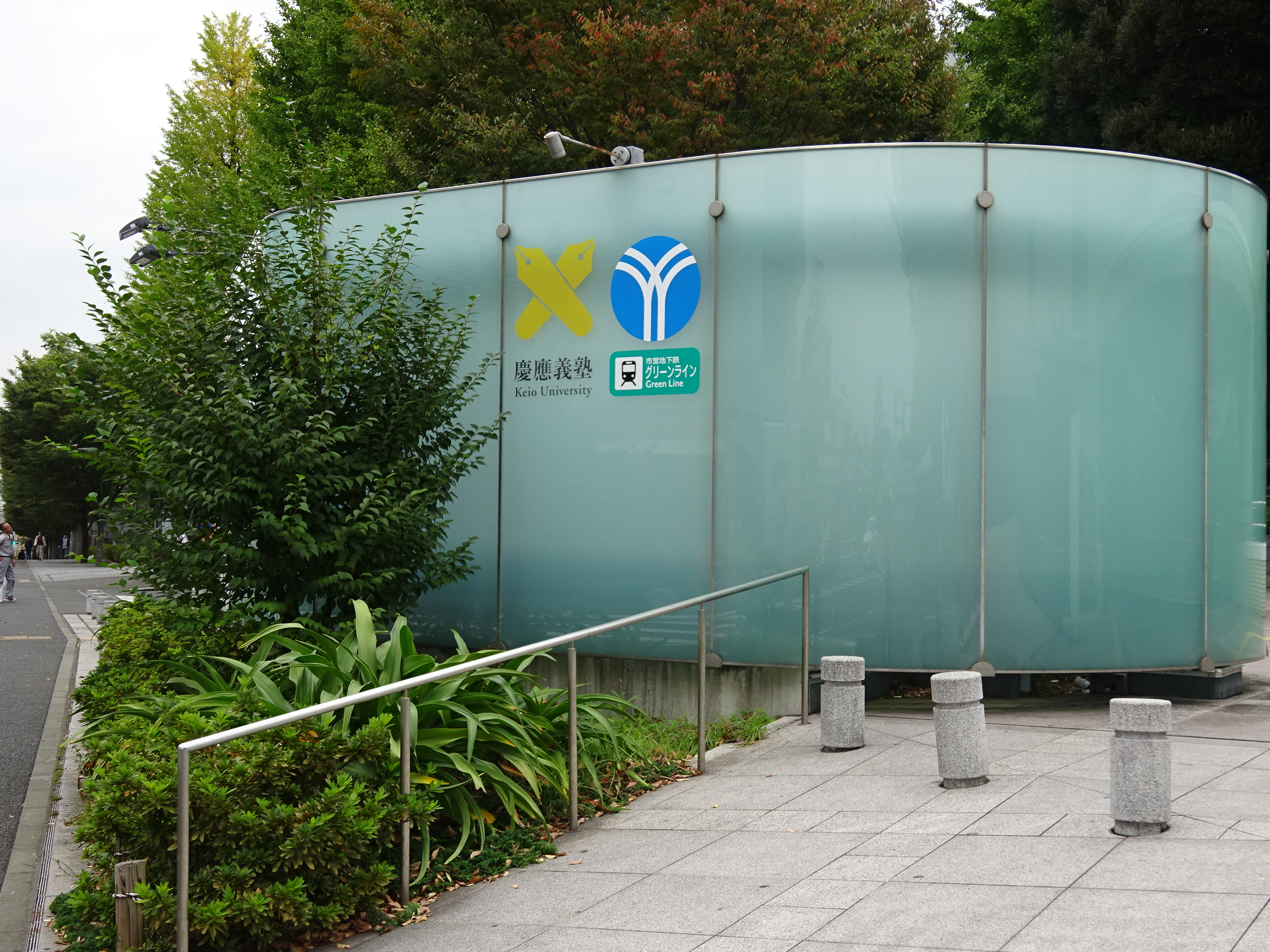
慶應義塾大学の敷地内にある出入口（2016年10月）
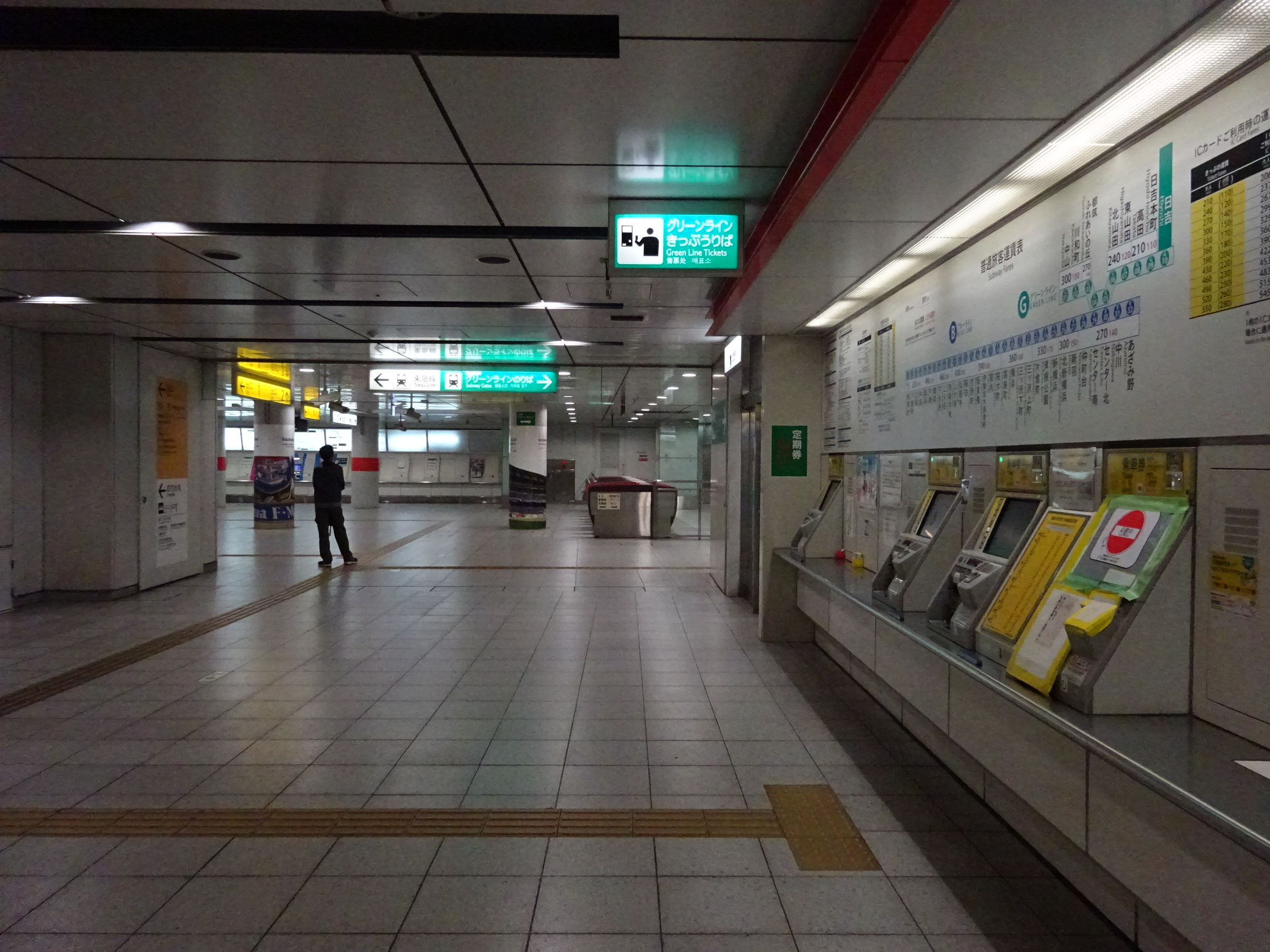
切符売り場（2016年10月）
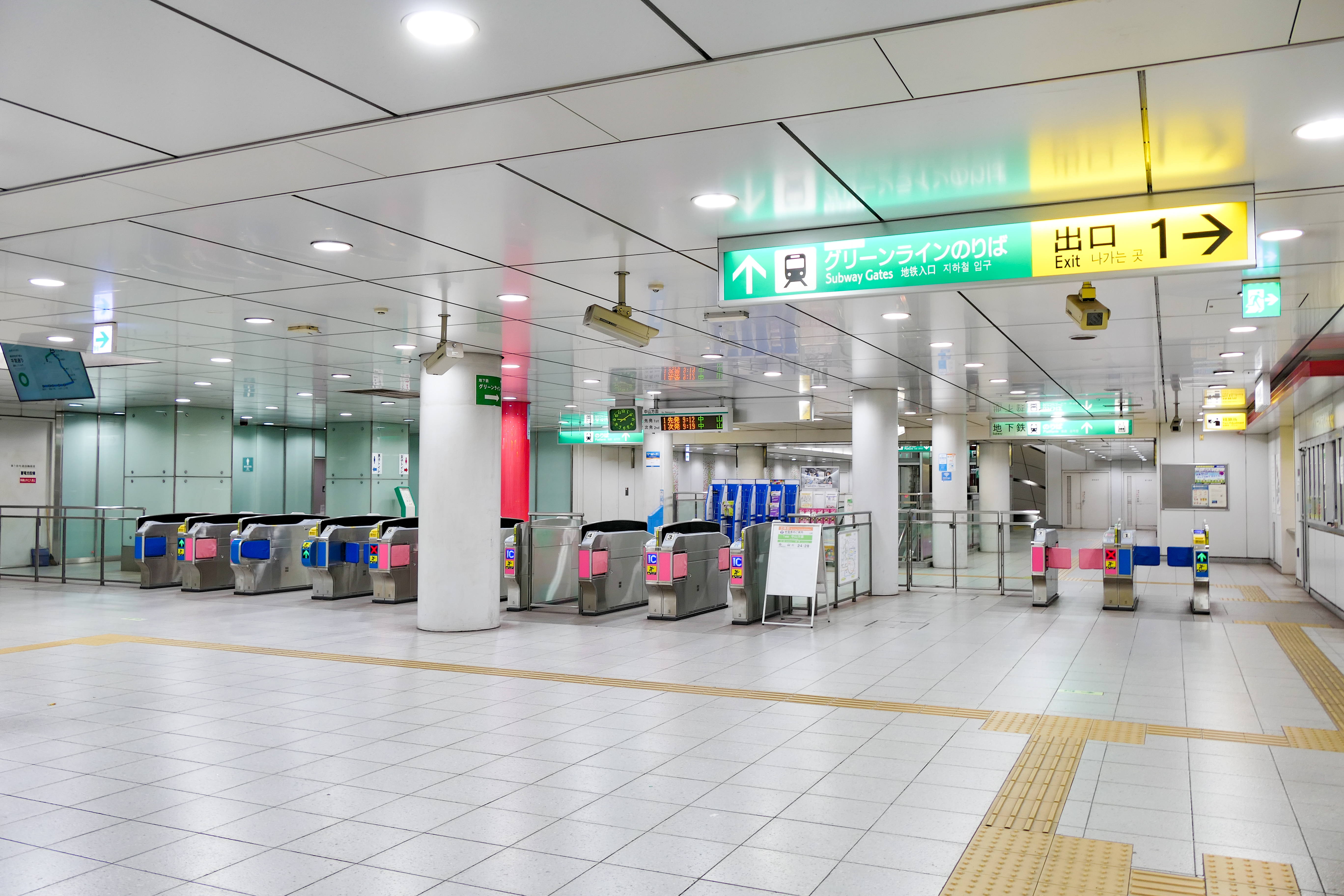
改札口（2021年12月）
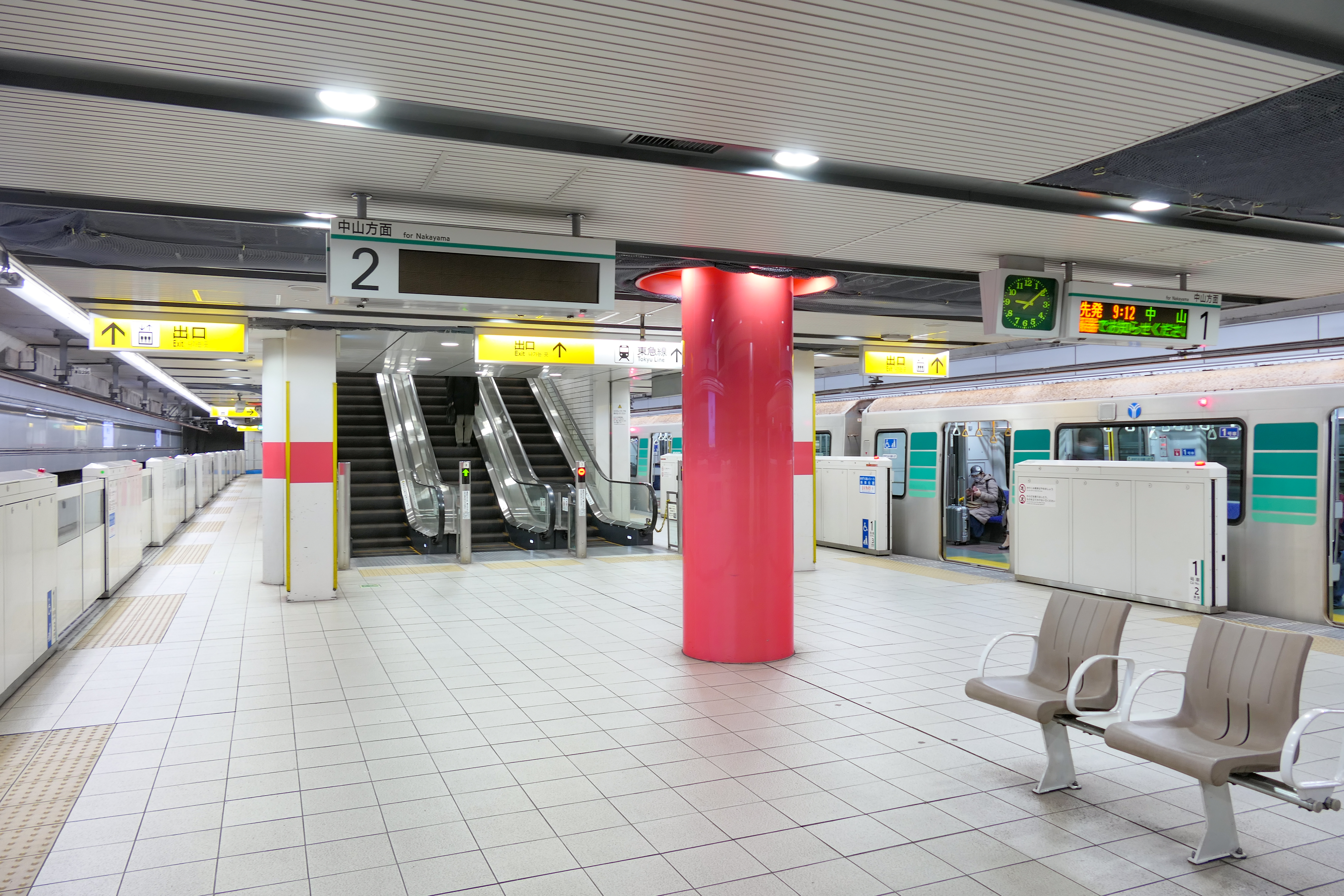
ホーム（2021年12月）

## 利用状況
2008年に横浜市営地下鉄グリーンラインが開業したことにより、利用客は大幅に増加した。
- 東急電鉄[東急 1]
  - 東横線 - 2024年度の1日平均乗降人員は130,309人である。
東横線内では武蔵小杉駅に次いで第5位。東横線の特急通過駅では最も多く、特急停車駅の菊名駅、自由が丘駅よりも多い。
  - 目黒線 - 2024年度の1日平均乗降人員は50,029人である。
目黒線内では武蔵小杉駅に次いで第4位。
  - 東急新横浜線 - 2024年度の1日平均乗降人員は8,459人である。
- 横浜市営地下鉄 - 2023年度の1日平均乗降人員は73,408人（乗車人員：36,507人、降車人員：36,901人）である[乗降データ 1]。
同局の中ではセンター北駅に次いで第5位。

### 年度別1日平均乗降・乗換人員
各年度の1日平均乗降人員・乗換人員は下表の通り。
- 東横線・目黒線・東急新横浜線の値には、東急線相互間の乗換人員を含まない。

| 年度               | 東急電鉄         | 東急電鉄 | 東急電鉄               | 東急電鉄         | 東急電鉄 | 東急電鉄         | 東急電鉄     | 横浜市交通局     | 横浜市交通局   |
| 年度               | 東横線           | 東横線   | 東横線 目黒線 乗換人員 | 目黒線           | 目黒線   | 東急新横浜線     | 東急新横浜線 | グリーンライン   | グリーンライン |
| 年度               | 1日平均 乗降人員 | 増加率   | 東横線 目黒線 乗換人員 | 1日平均 乗降人員 | 増加率   | 1日平均 乗降人員 | 増加率       | 1日平均 乗降人員 | 増加率         |
| ------------------ | ---------------- | -------- | ---------------------- | ---------------- | -------- | ---------------- | ------------ | ---------------- | -------------- |
| 2002年（平成14年） | 122,356          |          | 未開業                 | 未開業           | 未開業   | 未開業           | 未開業       | 未開業           | 未開業         |
| 2003年（平成15年） | 123,710          | 1.1%     | 未開業                 | 未開業           | 未開業   | 未開業           | 未開業       | 未開業           | 未開業         |
| 2004年（平成16年） | 126,421          | 2.2%     | 未開業                 | 未開業           | 未開業   | 未開業           | 未開業       | 未開業           | 未開業         |
| 2005年（平成17年） | 128,689          | 1.8%     | 未開業                 | 未開業           | 未開業   | 未開業           | 未開業       | 未開業           | 未開業         |
| 2006年（平成18年） | 130,607          | 1.5%     | 未開業                 | 未開業           | 未開業   | 未開業           | 未開業       | 未開業           | 未開業         |
| 2007年（平成19年） | 135,260          | 3.6%     | 未開業                 | 未開業           | 未開業   | 未開業           | 未開業       | 未開業           | 未開業         |
| 2008年（平成20年） | 139,665          | 3.3%     | 12,090                 | 24,284           |          | 未開業           | 未開業       | 46,740           |                |
| 2009年（平成21年） | 135,380          | −3.1%    | 16,714                 | 37,685           | 55.2%    | 未開業           | 未開業       | 52,945           | 13.3%          |
| 2010年（平成22年） | 137,679          | 1.7%     | 16,484                 | 40,440           | 7.3%     | 未開業           | 未開業       | 59,083           | 11.6%          |
| 2011年（平成23年） | 138,364          | 0.5%     | 16,795                 | 42,131           | 4.2%     | 未開業           | 未開業       | 62,374           | 5.6%           |
| 2012年（平成24年） | 141,122          | 2.0%     | 17,367                 | 44,177           | 4.9%     | 未開業           | 未開業       | 66,691           | 6.9%           |
| 2013年（平成25年） | 147,939          | 4.8%     | 18,199                 | 45,996           | 4.1%     | 未開業           | 未開業       | 71,892           | 7.8%           |
| 2014年（平成26年） | 146,201          | −1.2%    | 18,805                 | 47,901           | 4.6%     | 未開業           | 未開業       | 73,156           | 1.8%           |
| 2015年（平成27年） | 147,992          | 1.2%     | 19,415                 | 50,339           | 5.1%     | 未開業           | 未開業       | 76,903           | 5.1%           |
| 2016年（平成28年） | 149,163          | 0.8%     | 19,866                 | 52,468           | 4.2%     | 未開業           | 未開業       | 79,763           | 3.7%           |
| 2017年（平成29年） | 150,563          | 0.9%     | 20,254                 | 54,653           | 4.2%     | 未開業           | 未開業       | 82,040           | 2.9%           |
| 2018年（平成30年） | 151,147          | 0.4%     | 20,731                 | 56,473           | 3.3%     | 未開業           | 未開業       | 85,361           | 4.0%           |
| 2019年（令和元年） | 148,863          | −1.5%    | 20,843                 | 57,438           | 1.7%     | 未開業           | 未開業       | 84,908           | −0.5%          |
| 2020年（令和02年） | 97,429           | −34.6%   |                        | 36,219           | −36.9%   | 未開業           | 未開業       | 56,455           | −33.5%         |
| 2021年（令和03年） | 113,212          | 16.2%    |                        | 40,054           | 10.6%    | 未開業           | 未開業       | 63,004           | 11.6%          |
| 2022年（令和04年） | 126,948          | 12.1%    |                        | 45,899           | 14.6%    | 6,473            |              | 69,446           | 10.2%          |
| 2023年（令和05年） | 127,721          | 0.6%     |                        | 48,680           | 6.1%     | 7,109            | 9.8%         | 73,408           | 5.7%           |
| 2024年（令和06年） | 130,309          | 2.0%     |                        | 50,029           | 2.8%     | 8,459            | 19.0%        |                  |                |

### 年度別1日平均乗車人員（1980年 - 2000年）
各年度の1日平均乗車人員は下表の通り。
| 年度               | 東急電鉄 | 出典               |
| ------------------ | -------- | ------------------ |
| 1980年（昭和55年） | 53,496   |                    |
| 1981年（昭和56年） | 53,805   |                    |
| 1982年（昭和57年） | 54,008   |                    |
| 1983年（昭和58年） | 54,579   |                    |
| 1984年（昭和59年） | 55,153   |                    |
| 1985年（昭和60年） | 56,485   |                    |
| 1986年（昭和61年） | 57,877   |                    |
| 1987年（昭和62年） | 59,443   |                    |
| 1988年（昭和63年） | 60,732   |                    |
| 1989年（平成元年） | 60,951   |                    |
| 1990年（平成02年） | 61,710   |                    |
| 1991年（平成03年） | 62,132   |                    |
| 1992年（平成04年） | 61,615   |                    |
| 1993年（平成05年） | 61,328   |                    |
| 1994年（平成06年） | 60,149   |                    |
| 1995年（平成07年） | 60,773   | [ 乗降データ 3 ]   |
| 1996年（平成08年） | 61,213   |                    |
| 1997年（平成09年） | 61,221   |                    |
| 1998年（平成10年） | 61,161   | [ 神奈川県統計 1 ] |
| 1999年（平成11年） | 60,860   | [ 神奈川県統計 2 ] |
| 2000年（平成12年） | 61,790   | [ 神奈川県統計 2 ] |

### 年度別1日平均乗車人員（2001年以降）
| 年度               | 東急電鉄 | 横浜市交通局 | 出典                |
| ------------------ | -------- | ------------ | ------------------- |
| 2001年（平成13年） | 61,970   | 未開業       | [ 神奈川県統計 3 ]  |
| 2002年（平成14年） | 61,729   | 未開業       | [ 神奈川県統計 4 ]  |
| 2003年（平成15年） | 62,403   | 未開業       | [ 神奈川県統計 5 ]  |
| 2004年（平成16年） | 63,847   | 未開業       | [ 神奈川県統計 6 ]  |
| 2005年（平成17年） | 64,773   | 未開業       | [ 神奈川県統計 7 ]  |
| 2006年（平成18年） | 65,699   | 未開業       | [ 神奈川県統計 8 ]  |
| 2007年（平成19年） | 68,008   | 103,535      | [ 神奈川県統計 9 ]  |
| 2008年（平成20年） | 82,965   | 23,107       | [ 神奈川県統計 10 ] |
| 2009年（平成21年） | 103,959  | 26,138       | [ 神奈川県統計 11 ] |
| 2010年（平成22年） | 106,129  | 29,173       | [ 神奈川県統計 12 ] |
| 2011年（平成23年） | 107,624  | 30,813       | [ 神奈川県統計 13 ] |
| 2012年（平成24年） | 110,580  | 32,998       | [ 神奈川県統計 14 ] |
| 2013年（平成25年） | 115,654  | 35,593       | [ 神奈川県統計 15 ] |
| 2014年（平成26年） | 116,238  | 36,292       | [ 神奈川県統計 16 ] |
| 2015年（平成27年） | 119,008  | 38,164       | [ 神奈川県統計 17 ] |
| 2016年（平成28年） | 121,097  | 39,622       | [ 神奈川県統計 18 ] |
| 2017年（平成29年） | 123,271  | 40,805       | [ 神奈川県統計 19 ] |
| 2018年（平成30年） | 125,011  | 42,454       | [ 神奈川県統計 20 ] |
| 2019年（令和元年） | 124,439  | 42,230       | [ 神奈川県統計 21 ] |
| 2020年（令和02年） | 80,654   | 28,003       |                     |
| 2021年（令和03年） | 91,819   | 31,270       |                     |
| 2022年（令和04年） |          | 34,514       |                     |
| 2023年（令和05年） |          | 36,507       |                     |

備考
1. ↑  平成20年3月30日開業で2日間のデータ

## 駅周辺

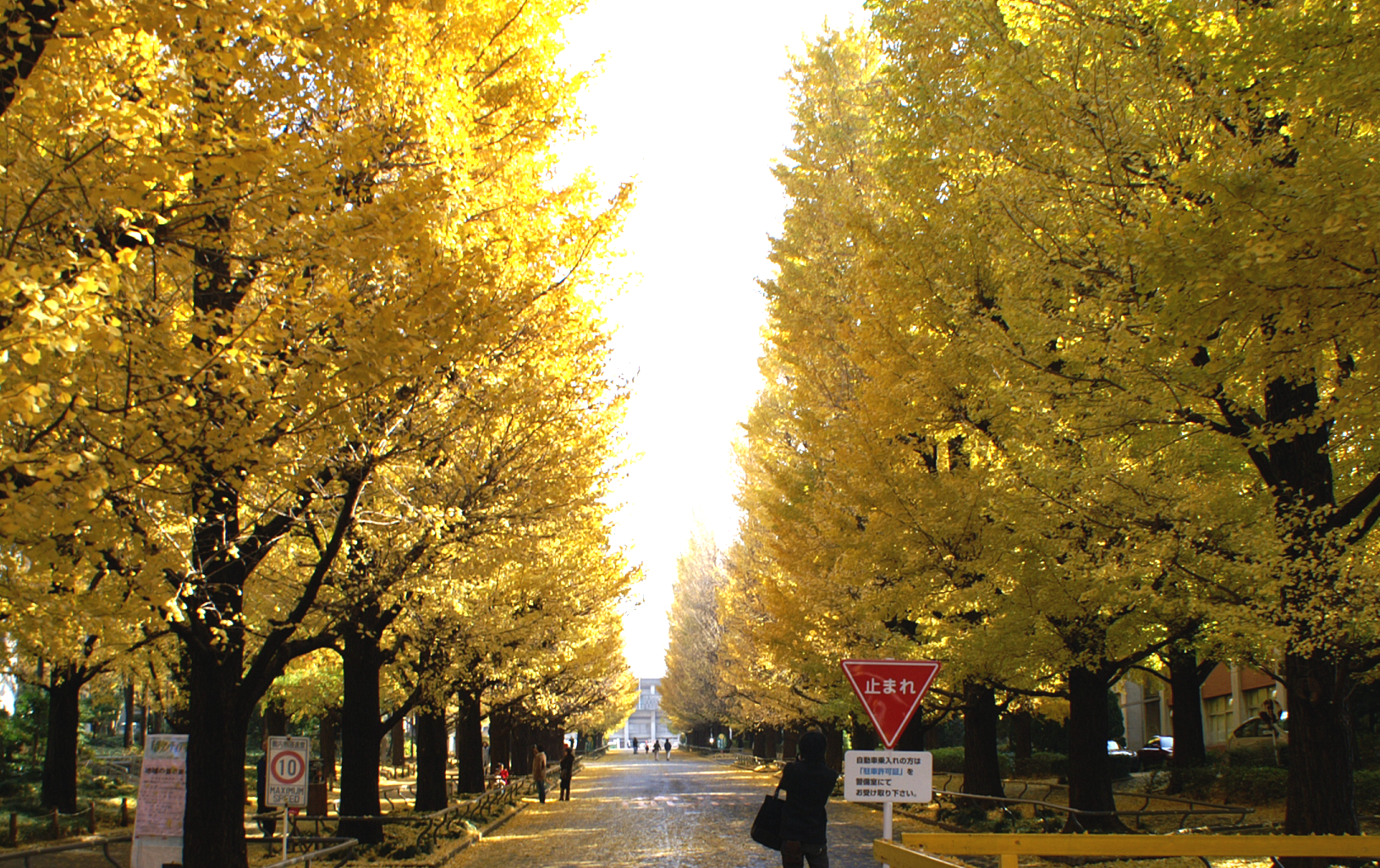
駅より慶應義塾大学銀杏並木を望む（2006年12月1日）

駅東側には、慶應義塾大学日吉キャンパスが綱島街道（県道2号）を挟んですぐの所にある。駅西側は商店街と住宅街だが、学術施設が多いため、学生が多く、学生向けの飲食店などが多い。

### 学校
- 慶應義塾大学 日吉キャンパス
- 慶應義塾大学 矢上キャンパス（理工学部）
- 慶應義塾高等学校
- 慶應義塾普通部
- 日本大学高等学校・中学校
- 東京綜合写真専門学校
- 資格の大原 日吉校

### 小売店
- 日吉東急avenue[42]
- もとまちユニオン 日吉店

### その他
- 日吉公園
- 横浜市港北消防署日吉出張所
- 日吉駅内郵便局
- 日吉郵便局
- コーエーテクモホールディングス本社
- 横浜銀行日吉支店

## バス路線

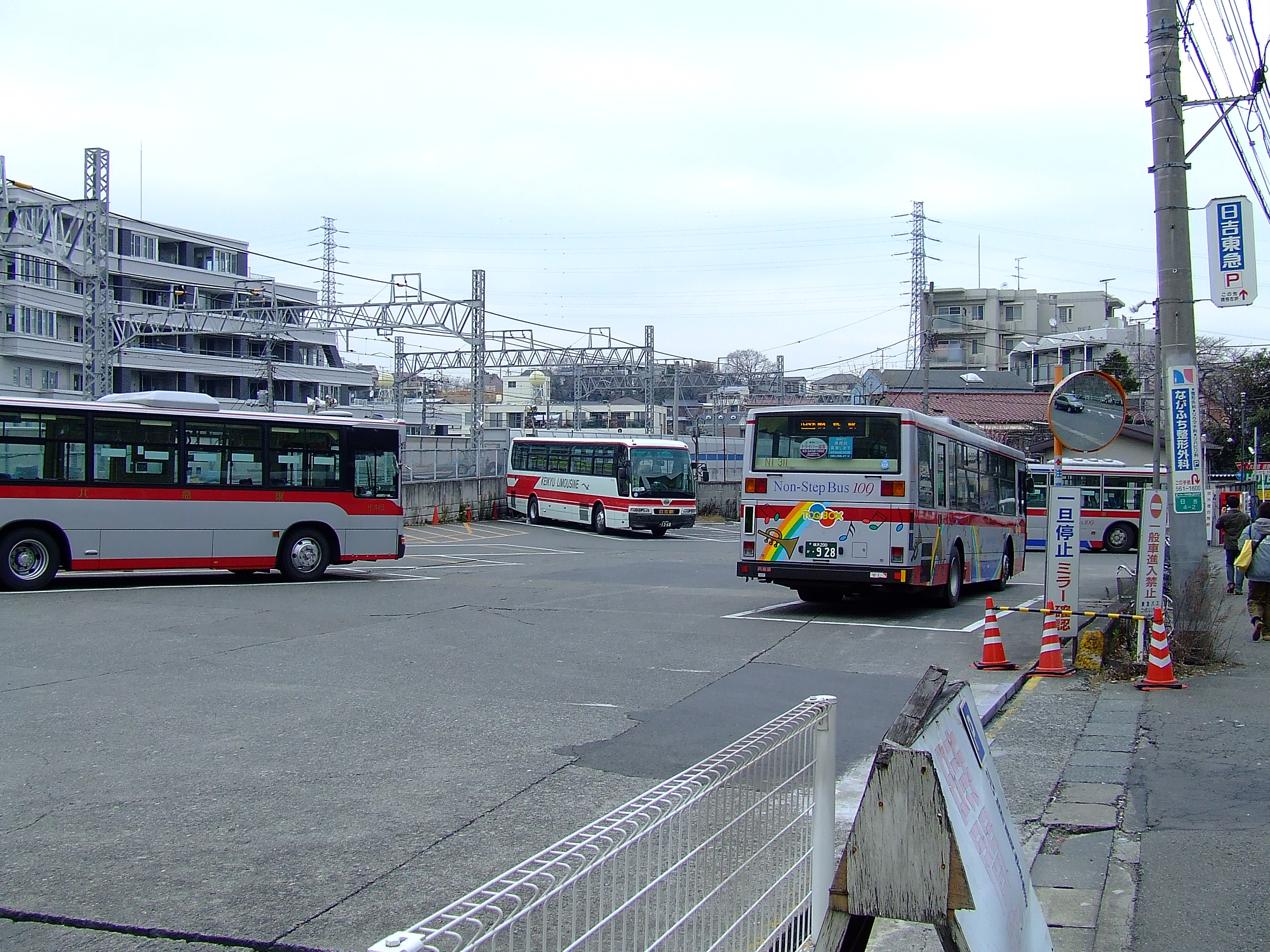
バス待機場（2007年2月17日）

東急バスと川崎鶴見臨港バスが運行する路線バスと、東急バスとフジエクスプレスによる富士山・御殿場方面行き高速バスが運行されており、綱島街道沿いに南（綱島方）から番号順に0 - 4番乗り場が、日吉東急avenueの南側に5 - 7番乗り場がそれぞれ設置されている。なお、元住吉方向に行くバスは現在廃止になっている。
2008年3月30日に、綱島街道沿いのバス停留所名は「日吉駅東口」、日吉東急avenueの南側の停留所名は「日吉駅」とされた。
本駅の元住吉駅寄りの東側にバスの待機場があり、0 - 4番乗り場に発着するバスは一度待機場に進入して折り返す。かつては、ここに東急バス日吉営業所があったが、1993年にその機能は東山田営業所に移されている。日本大学高等学校・中学校のスクールバスはこの待機場から発車する。
| 乗場       | 乗場 | 系統     | 主要経由地                                       | 行先                       | 備考                                                | 運行事業者              |
| ---------- | ---- | -------- | ------------------------------------------------ | -------------------------- | --------------------------------------------------- | ----------------------- |
| 日吉駅東口 | 0    | 日91     | 日大高校正門                                     | 【循環】綱島東四丁目       |                                                     | ■東急                   |
| 日吉駅東口 | 0    | 日92     | 南綱島住宅・広町                                 | 新綱島駅                   |                                                     | ■東急                   |
| 日吉駅東口 | 0    | 日40     | 北綱島・高田駅前・東山田駅                       | 東山田営業所               | 深夜バス（休止中）                                  | ■東急                   |
| 日吉駅東口 | 1    | 日81     | 北綱島                                           | 新綱島駅                   |                                                     | ■東急                   |
| 日吉駅東口 | 1    | 日95     | 江川町                                           | 新川崎駅交通広場           |                                                     | ■東急 ■臨港             |
| 日吉駅東口 | 2    | 日93     | 江川町・鷹野大橋・駒岡                           | 新綱島駅                   |                                                     | ■東急                   |
| 日吉駅東口 | 2    | 日94     | 江川町                                           | 越路                       |                                                     | ■東急                   |
| 日吉駅東口 | 3    | 日40     | 北綱島・高田駅前・東山田駅                       | 東山田営業所               | 深夜バス除く                                        | ■東急                   |
| 日吉駅東口 | 4    | 日51     | 大塚製靴前・アリュール日吉本町・日吉台中学校     | 【循環】コンフォール南日吉 |                                                     | ■東急                   |
| 日吉駅東口 | 4    | 高速バス | 御殿場プレミアム・アウトレット・富士急ハイランド | 河口湖駅、富士山五合目     | 富士山五合目行きは夏季のみ その他期間は河口湖駅行き | ■東急 ■フジエクスプレス |
| 日吉駅東口 | 4    | 高速バス | フジヤマ スノーリゾートYeti                      | ぐりんぱ                   | 冬季のみ                                            | ■東急 ■フジエクスプレス |
| 日吉駅     | 5    | 日22     | 下田仲町                                         | サンヴァリエ日吉           |                                                     | ■東急                   |
| 日吉駅     | 6    | 日21     | 下田仲町・下田町                                 | 高田町                     |                                                     | ■東急                   |
| 日吉駅     | 7    | 日23     | 井田病院正門前                                   | さくらが丘                 |                                                     | ■東急                   |

3番から発車している日40系統東山田営業所行きの内、深夜バスは0番のりばから発車する。ただし､現在は運休となっている。
かつては、東急バス運行の深夜急行バス「ミッドナイト・アロー」が当駅前を経由していた（降車専用）。なお現在は廃止されている。

## 隣の駅

### 東急電鉄
東横線
■特急
通過
□通勤特急
武蔵小杉駅 (TY11) - 日吉駅 (TY13) - 菊名駅 (TY16)
■急行（一部は東急新横浜線直通）
武蔵小杉駅 (TY11) - 日吉駅 (TY13) - 綱島駅 (TY14)
■各駅停車
元住吉駅 (TY12) - 日吉駅 (TY13) - 綱島駅 (TY14)
 目黒線
■急行
武蔵小杉駅 (MG11) - 日吉駅 (MG13) - (東急新横浜線)
■各駅停車
元住吉駅 (MG12) - 日吉駅 (MG13) - (東急新横浜線)
 東急新横浜線
■急行・■各駅停車
(東横線・目黒線) - 日吉駅 (SH03) - 新綱島駅 (SH02)

### 横浜市営地下鉄
グリーンライン（4号線）
日吉本町駅 (G09) - 日吉駅 (G10)